# Stefanie Winde
Stefanie Winde (* 14. September 1967 in Bad Hersfeld) ist eine deutsche Lehrerin und Politikerin (SPD) in Berlin.

## Leben
Stefanie Winde besuchte in Berlin die Schule und legte hier 1987 ihre Abiturprüfung ab. Anschließend studierte sie an der Technischen Universität Berlin bis 1993 Geschichte und Deutsch für das Lehramt. Nach dem Referendariat legte sie 1996 das Zweite Staatsexamen ab. Von 1996 bis 1997 unterrichtete sie Deutsch als Fremdsprache an der Universität Oulu. Anschließend war sie in der Kongress- und Veranstaltungsorganisation tätig. 
Winde  trat 1989 in die SPD ein. Seit 2006 saß sie als Nachrückerin für Hella Dunger-Löper im Abgeordnetenhaus von Berlin und war gesundheitspolitische Sprecherin ihrer Fraktion. Zum 1. August 2010 schied sie aus dem Parlament aus und wurde Sprecherin des  Berliner Klinikums Charité.  2013 wurde ihr Arbeitsvertrag von der Charité nicht verlängert.